# 바른사회시민회의
바른사회시민회의는 2002년 3월 12일 창립된 중도보수를 표방하는 시민단체다.  바른사회시민회의에 따르면, 자유민주주의와 시장경제를 지지하며 이를 추구하는 목적으로 창립되었다.

## 조직

### 공동 대표
- 박인환 건국대학교 법학전문대학원 명예교수
- 양준모 연세대 경제학과 교수
- 우봉식 IM 재활병원장
- 전삼현 숭실대 법학과 교수
- 조동근 명지대 경제학과 명예교수
- 최창규 명지대 경제학과 명예교수
- 황영남 동국대 특임교수 (가나다순)

### 고문 (2002년 출범 시)
- 강영훈 (전 국무총리)
- 김광명 (한양대 명예교수)
- 김동기 (고려대 명예교수 학술원회원)
- 김성기 (법무법인 신우 대표변호사)
- 김종규 (한국박물관협회 회장)
- 김종헌 (한국예총 사무총장)
- 노부호 (서강대 경영학과 명예교수)
- 류근일 (한양대 대우교수)
- 박성조 (독일 베를린자유대학 종신교수)
- 봉두완 (생활개혁실천협의회 대표의장)
- 사공일 (한국무역협회 회장)
- 송병락 (서울대 명예교수)
- 송   복 (연세대 명예교수)
- 송정숙 (전 보건사회부 장관)
- 유세희 (한양대 명예교수)
- 유재천 (상지대 총장)
- 이원수 (국제시사만화가)
- 한영탁 (전 세계일보 논설위원)

## 주요 활동
- 2011년 지미 카터의 망언규탄 긴급 기자회견[2]
- 2010년 학생인권조례 제정 철회 운동[3]
- 2009년 언소주의 광동제약 불매운동에 대해 검찰 고발[4]

(이재교 공정언론시민연대 공동대표, 윤창현 바른사회 사무총장, 이헌 시민과함께하는변호사들 공동대표)
- 2007년 6월 25일 KBS 수신료 인상저지 활동[5]
- 2002년 5월 제 16대 대통령 토크쇼 (봉두완의 토크쇼-인천방송)
- 2002년 8월 29일 탈북민 지원대책 심포지움
- 2004년 북한인권문제 제기
- 2004년 역사교과서 근현대사 왜곡 규탄
- 2004년 국보법 폐지, 행정수도 이전 반대
- 2007년 고교 평준화 반대활동